# Österreichisch-Slowakische Gesellschaft

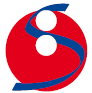
Logo der Österreichisch-Slowakischen Gesellschaft

Die Österreichisch-Slowakische ist ein privater und gemeinnütziger Verein in Österreich, der die Völkerverständigung und den Kulturaustausch der beiden benachbarten Länder Österreich und der Slowakei zum Ziel hat.
Die Ursprünge des Vereins liegen im Österreichisch-Tschechoslowakischen Verein, der bereits im Jahr 1928 in Wien gegründet wurde. Bereits vorher gab es ein Freundschaftskomitee Wien-Pressburg. Als Zeitung wurde das Blatt Der Nachbar herausgegeben.
Nach dem Anschluss Österreichs an Deutschland im Jahr 1938 wurde der Verein aufgelöst, im Jahr 1946 jedoch neu gegründet, bei dem der damalige Handelsminister Eduard Heinl Präsident wurde. Nachfolgerin wurde die Burgschauspielerin Maria Eis.
Durch die kommunistische Machtergreifung in der Tschechoslowakei wurde die gemeinsame Veranstaltungstätigkeit stark beeinträchtigt. In den Jahren nach dem Österreichischen Staatsvertrag konnte der kulturelle Austausch mit Veranstaltungen und Reisen jedoch wieder etwas verbessert werden. Wolfgang Heinz war der damalige Präsident. In den Folgejahren waren es der ehemalige Finanzminister Franz Korinek (1968–1977) und Herbert Koller (1977–1985), der Generaldirektor der VOEST. Durch das Ende des Prager Frühlings wurden auch diese Beziehungen stark behindert und konnten erst wieder in den 1980er Jahren stärker ausgebaut werden.
Präsident wurde 1985 der Linzer Architekt Artur Perotti. Im Jahr 1988 wurde bereits vor dem Fall des Eisernen Vorhanges unter Leopold Maderthaner eine eigene Wirtschaftssektion innerhalb des Vereins eingerichtet.
Nach der Samtenen Revolution konnten die Aktivitäten stark erweitert werden, wie eine gemeinsame Fernsehaktion zwischen Licht ins Dunkel des ORF und der entsprechenden Aktion Konto der Hoffnung in der Slowakei.
Nach der Teilung der Tschechoslowakei wurde der Verein durch eine Statutenänderung in die Österreichisch-Slowakische Gesellschaft umgewandelt, während die Österreichisch-Tschechische Gesellschaft neu gegründet wurde.

## Vorstand
Der aktuelle Vorstand besteht aus:
- Werner Fasslabend als Präsident
- Hannes Androsch als Vizepräsident
- Maximilian Pammer, ehemaliger Botschafter als geschäftsführender Vizepräsident
- Elena Penzes-Strobel, als Generalsekretärin – die gebürtige Slowakin war bereits in der ÖTG Generalsekretärin